# 创世纪 (壁画)

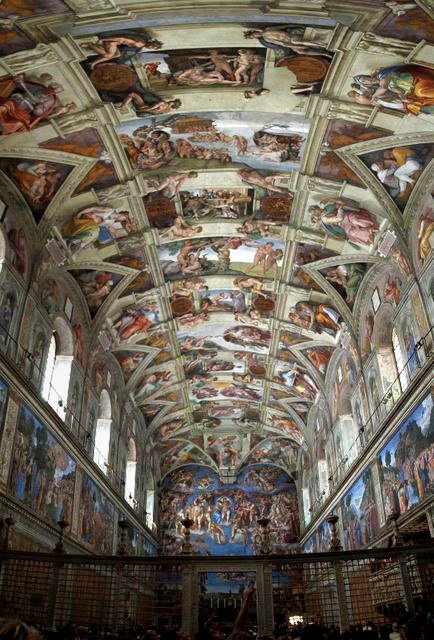
仰觀西斯汀小堂天頂

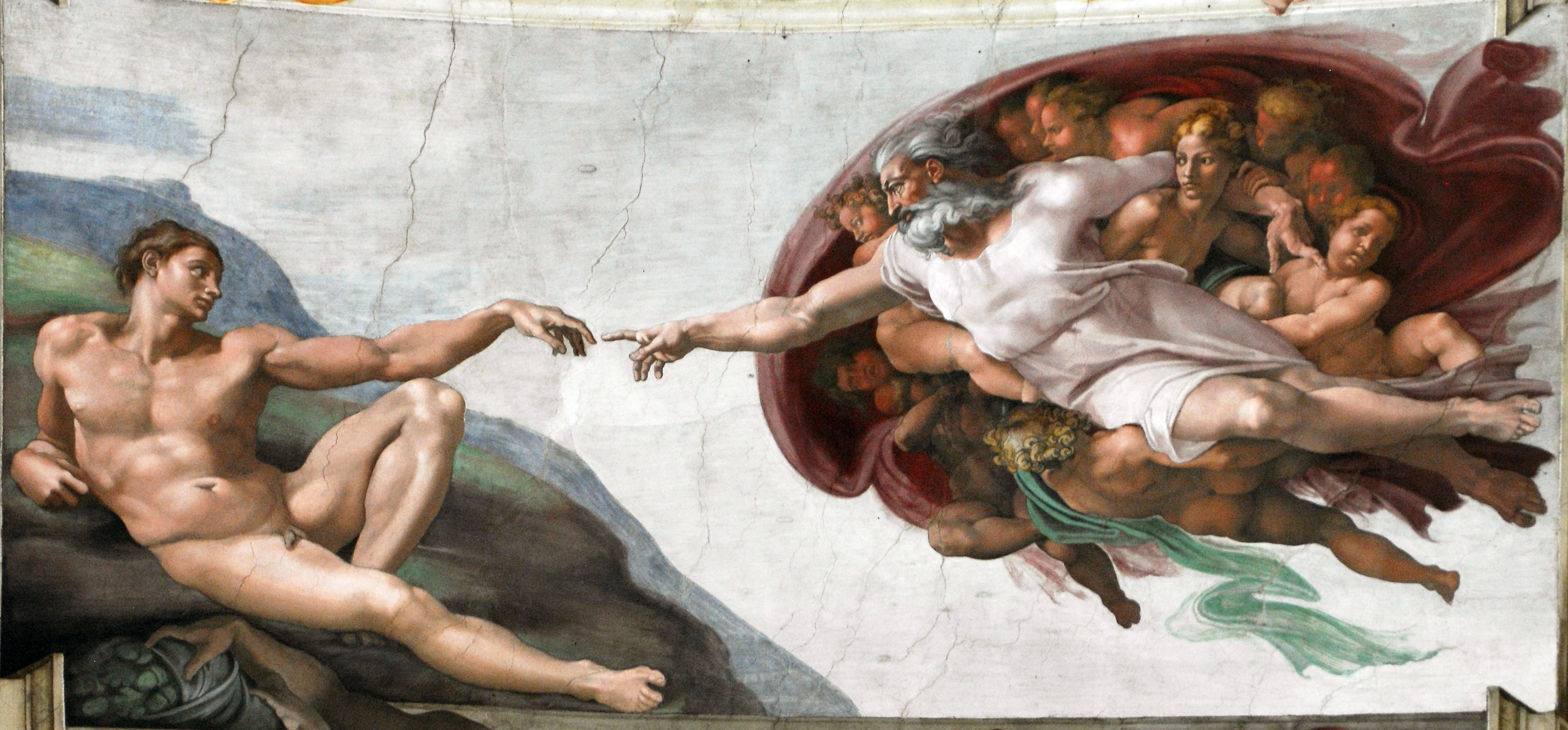
《创造亚当》

《创世纪》（義大利語：Volta della Cappella Sistina）是米开朗基罗在梵蒂岡宗座宮殿西斯汀小堂大厅天顶的中央部分按建筑框边画的连续9幅宗教题材的天頂壁画。
这幅巨型壁画创作于1508年5月至1512年10月期间，历时长达4年多。画面面积达14x38.5米，画题均取材于《圣经》的开头部分中，有关开天辟地直到洪水方舟的故事（见《创世纪》）。分别为《神分光暗》，《创造日、月、草木》，《神分水陆》，《創造亞當》，《创造厄娃》，《原罪－逐出伊甸园》，《诺亚献祭》，《大洪水》，《诺亚醉酒》。画面由以上9幅中心画面和众多装饰画部组成，共绘有343个人物。

## 作品特色
在《创世纪》诞生之前，历来教堂穹顶画多为简单的日月星辰的图案，如此庞大复杂的穹顶画，可称得上空前绝后。最开始的任务只是要求米开朗基罗在穹顶上绘制12个人物，但是《创世纪》完成的时候画面上人物多达三百余人。

## 影響
《創世紀》的9幅壁畫中以《創造亞當》最具盛名，同時是許多諷刺性創作作品爭相模仿的題材之一。這些題材通常都會將畫中的上帝或亞當替代成作品中的主角。
- 首次出現並應用在1959年在電影的片頭開場動畫中，甚至更早於電影《雄獅利奧》。在這部電影中，鏡頭在壁畫中漸漸移動，最後停留在上帝與亞當的手指接觸的位置。

- 應用在電影《E.T.外星人》的宣傳海報中描繪出E.T的手指與小男孩的手指接觸。在2003年電玩遊戲《魔劍》中的遊戲背景也可以看見類似圖樣，特別是在第38關的背景圖案。然而在小型超級任天堂遊戲機中的《魔劍》就沒有顯示這樣的背景圖案了。

- 韩国电视剧《来自星星的你》中，主角都敏俊和千頌伊也有两者的手指相触的情节。

- 在福斯廣播公司處境喜劇《發展受阻》中，《創造亞當》的圖樣被加以翻新並以真實人體來展示。

- 在卡通中的彼德·葛利芬被雇用至西斯汀小堂裡將模板上色，但並非是將《創造亞當》那幅圖上色。在《評論家》影集中，愛麗絲在她公寓的牆上畫了《創造亞當》的複製品並展示給杰欣賞。

- 電視版的《星際快閃黨》中，亞當和上帝的臉龐被用以圖示指引進入巴別魚領地的指標。

- 《太空船地球》理論-現今美國佛羅里達州艾波卡特迪士尼主題樂園中的遊樂設施之一-書中也提到了《創造亞當》這幅畫，該理論提出的時間點剛好在蒸氣機發明的過渡時期。

- 2008年出版的電玩遊戲《俠盜獵車手》中的角色之一-伯尼也在自己的公寓中的牆上模仿這幅作品，但亞當的臉孔卻變成伯尼自己的臉。

- 電影《2001太空漫遊》中，大衛·鮑曼在黑色石板將他轉變成星童之前的伸手觸摸動作也有類似圖樣。

- 英國藝術家班納迪克·坎培爾以未來主義的方式重新闡述《創造亞當》這幅作品，但人物卻是亞當和女神，並穿著銀色絲質的貼身衣服。該幅畫目前收藏於希臘的一座對外開放的古老建築物中。

- 電影的宣傳海報也是類似的圖樣，飾演男主角布魯斯·諾倫取代了亞當。

- 電影《2012》中，西斯汀小堂被震毀，壁畫上亞當和上帝接觸的手指從中斷裂。

- 卡通《海綿寶寶》中有幅圖樣也是類似的圖型，但章魚哥取代了亞當，而一隻留著長鬍子的章魚則取代了上帝。

- 的小池底面也可以看見《創造亞當》這幅圖畫。

- 在中的也出現類似的場景，男主角東尼·斯塔克扮演亞當，並身穿鋼鐵人般的外殼。

- 日本电视剧《魔女的条件》中多次出现或提到《創造亞當》壁画，女主角广濑未知和男主角黑泽光也有模仿画中指尖相触的动作。

- 讽刺宗教“飞行面条怪”也有一副类似的宣传画，所不同的是上帝被飞行面条怪所替代。

- 此壁画在ArenaNet研发的网络游戏《激战2》的部分地图中出现，用以讽刺游戏中的一位反派角色。

## 相关图片

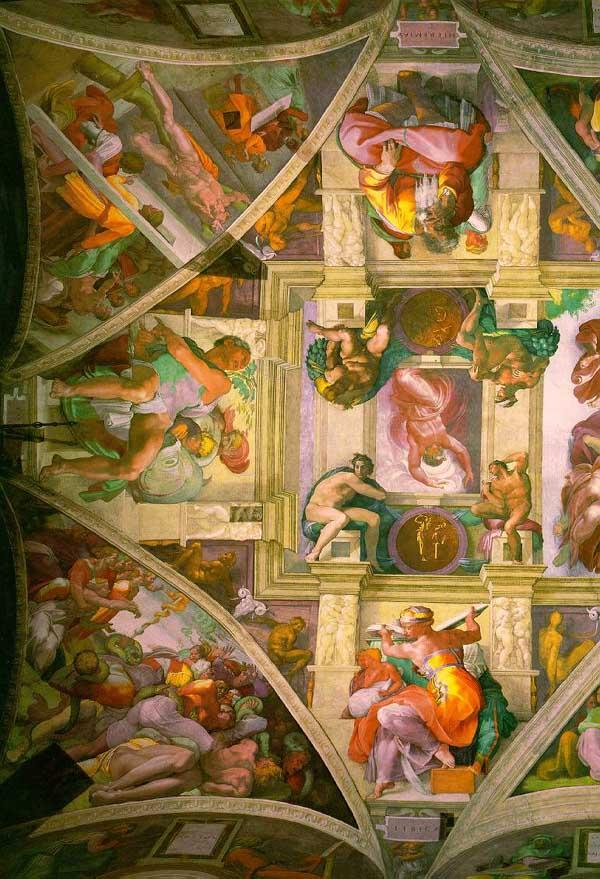
《创世纪》左部
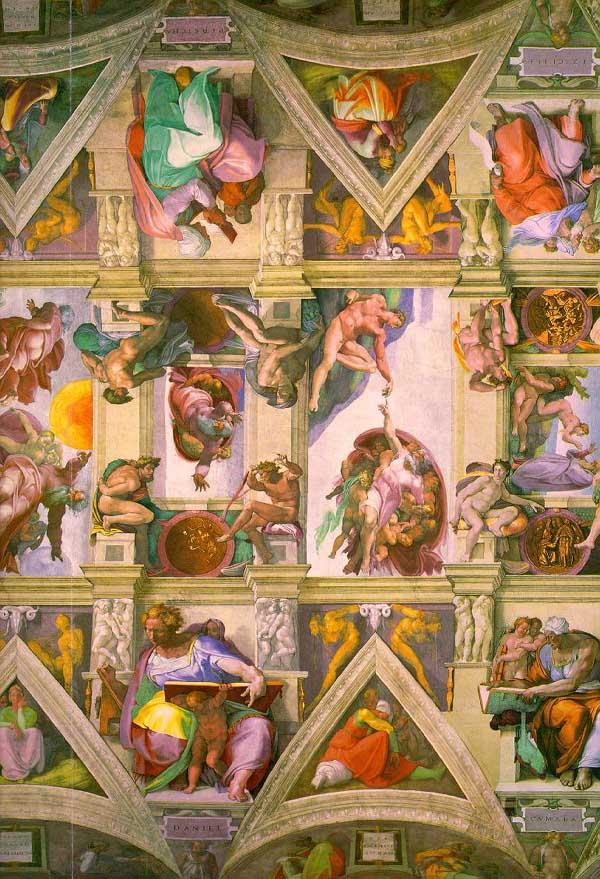
《创世纪》左中部
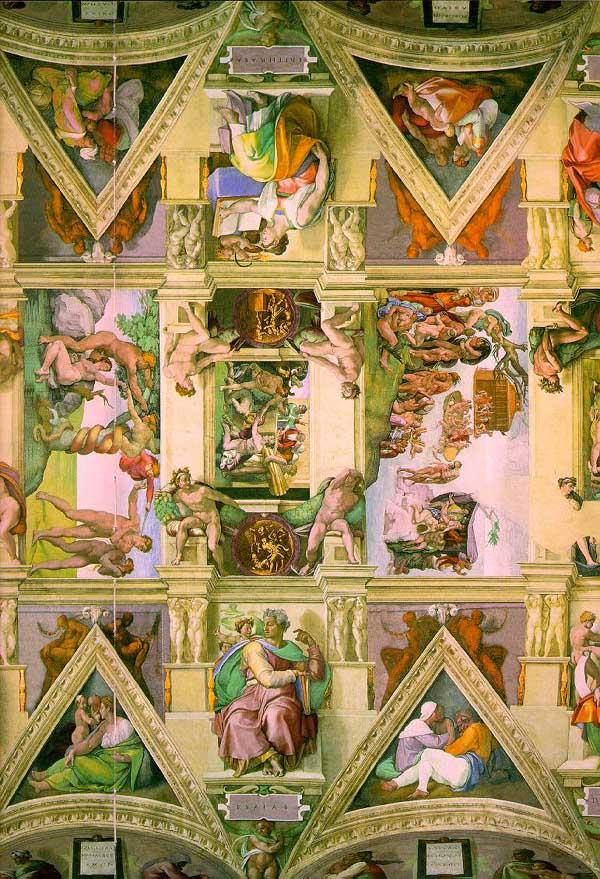
《创世纪》右中部
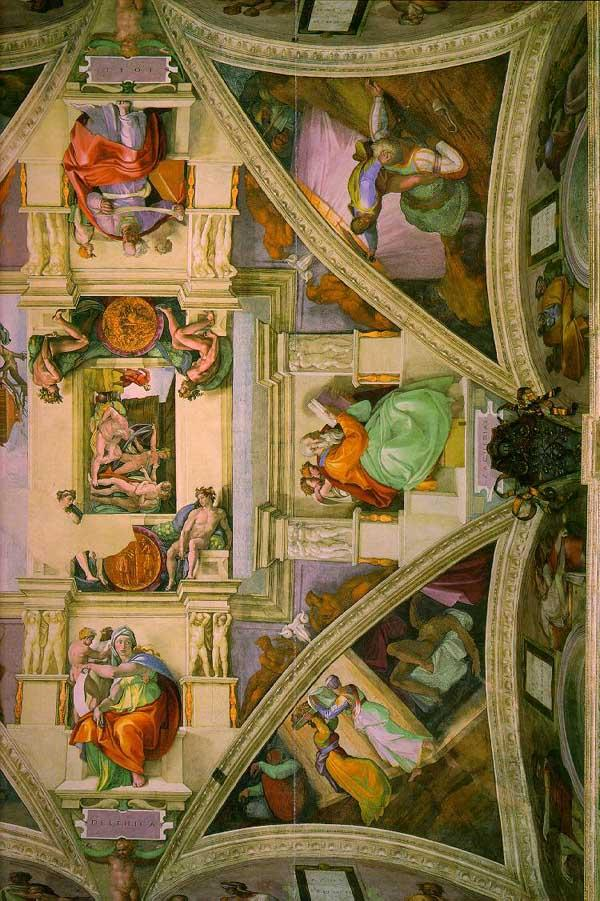
《创世纪》右部